# 林卓人
林 卓人（はやし たくと、1982年8月9日 - ）は、大阪府茨木市出身の元プロサッカー選手。現役時代のポジションはゴールキーパー（GK）。元日本代表。金光大阪高等学校卒業。

## 来歴

### プロ入り前
茨木小学校FC、市立養精中出身。中学までは全国的には無名な存在で、金光大阪高等学校へ進学後頭角を現す。高校の2年先輩に斉藤大介、 1年後輩に中田洋平・田中淳也がいる。2000年高校3年時インターハイ出場、同年セレッソ大阪に強化指定選手として登録された。

### サンフレッチェ広島
2001年、サンフレッチェ広島とプロ契約する。同期入団に河野淳吾・田中マルクス闘莉王・西嶋弘之・梅田直哉・李漢宰がいた。2002年から下田崇の控え、2ndGKとなる。J1最終節対コンサドーレ札幌戦にて相手FW相川進也と接触した下田の負傷により途中出場（なおその後に相川も林と接触し交代している）、これが林のJリーグ初出場となった。この試合は曽田雄志にVゴールを許して敗戦、広島はJ2降格となった（なおこれがJリーグ史上最後のVゴールである）。同年の天皇杯では下田の怪我によりレギュラーとして出場、広島を準決勝まで進出させる原動力となった。2003年、下田が怪我から復帰すると全く出場機会が与えられなかった。
一方で林はプロ入り以来、各年代の日本代表に選ばれた。2003年カタール国際親善トーナメントでU-22日本代表に、アテネオリンピック最終予選では全6試合に出場し、日本チームをオリンピック出場へと導いた。しかし2004年アテネ五輪本大会においては、正GKにオーバーエイジ枠として曽ヶ端準が抜擢され、さらに腰痛のため控えの座も黒河貴矢に奪われて選外（補欠）となりベンチ外となった。

### コンサドーレ札幌
2005年、藤ヶ谷陽介のガンバ大阪移籍に伴い正GKを探していたコンサドーレ札幌へ完全移籍した。移籍金8000万円（移籍金#日本国内におけるシステム参照）。移籍直後から正GKの座を獲得したが、2006年終盤に持病の腰痛が悪化、不用意なミスも重なって 正GKを佐藤優也に明け渡した。2007年には高木貴弘の加入もあって、ベンチ入りすらできない状況に陥った。

### ベガルタ仙台
2007年6月、小針清允とシュナイダー潤之介の負傷に伴い、GKを探していたベガルタ仙台へ期限付き移籍。移籍早々から正GKとして起用されるようになり、小針やシュナイダーが戦線復帰を果たした後も正GKの座を譲ることはなかった。期限付き移籍を延長した2008年は、体調不良により欠場した第12節広島戦を除く、41試合に出場し、J1・J2入れ替え戦進出に貢献したが、その入れ替え戦で、ジュビロ磐田の松浦拓弥に2試合で3失点を許し、J1昇格を逃した。2009年も期限付き移籍を延長。このシーズンはリーグ戦全51試合にフルタイム出場し、失点をリーグ最少の39に抑え、J2優勝およびJ1昇格に貢献した。札幌の復帰要請を断り、2010年仙台に完全移籍。以降も2013年までリーグ戦をフルタイム出場してチームを支えた。特に、2011年には34試合で25失点に抑え、Jリーグ記録 にはあと一歩及ばなかったものの、最少失点・最多完封 (14完封) の堅守を見せた。2013年には共同主将の一人に起用された。
この仙台での活躍により、林は2012年2月、初のA代表入りを果たした。24日のアイスランドとの親善試合でベンチ入りしたが、出場機会はなく2013年7月の東アジアカップ2013で2度目の代表選出も、またも出場機会なしに終わった（この時は代表23人の中で唯一の不出場であった）。

### サンフレッチェ広島（2次）
2014年、西川周作の浦和レッドダイヤモンズ移籍に伴い正GKを探していたサンフレッチェ広島に完全移籍。10年ぶりの古巣復帰となった。同年開幕節の対セレッソ大阪戦（長居）で219試合連続出場を達成し、これまで服部公太が持っていたリーグ戦連続出場記録を更新した。なお、林は同年第18節の対鹿島アントラーズ戦（カシマ）を欠場したため、この記録は235試合で止まっている。また、この記録は同年に鹿島の曽ヶ端準によって破られている。
2015年、J1リーグ優勝に守護神として貢献。平均失点0.88、被シュート成功率6.5パーセントは、ともにリーグナンバー1。シーズン終盤には3本連続PKストップを見せた。
2018年、2・3月月間MVPに選出。この間の5試合での失点はわずかに1点のみだった。同年は2年振りにリーグ戦全試合出場を果たした。
2019年は開幕前に負傷離脱すると、その代役に抜擢された加入2年目の大迫敬介がレギュラーに定着。第1期広島時代を除くと自己最低のリーグ戦4試合の出場にとどまった。
2020年も序盤こそは大迫にポジションを譲るもシーズン途中でポジションを奪取し、守護神に返り咲き、結局このシーズンは大迫を上回る19試合に出場した。
2021年の開幕戦は再び大迫に先発を奪われ、控えからのスタートとなったが、夏場以降は大迫の不調もあってシーズン終了までレギュラーとして出場し、11試合に出場した。
2022年は4年ぶりとなる開幕スタメンに抜擢された。しかし、その後は自身が負傷離脱したこともあって再度大迫にポジションを奪われ、同シーズンのルヴァンカップ決勝や天皇杯決勝もメンバー入りすることなく、シーズン終了までレギュラーに復帰することは無かった。
2023年11月20日に、2023シーズンをもって現役を引退することが発表された。

### 指導者時代
2024年より、広島のトップチームGKコーチ兼アカデミー巡回GKコーチに就任する。

## 所属クラブ
- 茨木小FC（茨木市立茨木小学校）
- 1995年 - 1997年  茨木市立養精中学校
- 1998年 - 2000年  金光大阪高等学校
  - 2000年  セレッソ大阪（特別指定選手）
- 2001年 - 2004年  サンフレッチェ広島
- 2005年 - 2009年  コンサドーレ札幌
  - 2007年 - 2009年  ベガルタ仙台（期限付き移籍）
- 2010年 - 2013年  ベガルタ仙台
- 2014年 - 2023年  サンフレッチェ広島

## 個人成績
| 国内大会個人成績 | 国内大会個人成績 | 国内大会個人成績 | 国内大会個人成績 | 国内大会個人成績 | 国内大会個人成績 | 国内大会個人成績 | 国内大会個人成績 | 国内大会個人成績 | 国内大会個人成績 | 国内大会個人成績 | 国内大会個人成績 |
| 年度             | クラブ           | 背番号           | リーグ           | リーグ戦         | リーグ戦         | リーグ杯         | リーグ杯         | オープン杯       | オープン杯       | 期間通算         | 期間通算         |
| 年度             | クラブ           | 背番号           | リーグ           | 出場             | 得点             | 出場             | 得点             | 出場             | 得点             | 出場             | 得点             |
| 日本             | 日本             | 日本             | 日本             | リーグ戦         | リーグ戦         | リーグ杯         | リーグ杯         | 天皇杯           | 天皇杯           | 期間通算         | 期間通算         |
| ---------------- | ---------------- | ---------------- | ---------------- | ---------------- | ---------------- | ---------------- | ---------------- | ---------------- | ---------------- | ---------------- | ---------------- |
| 2001             | 広島             | 21               | J1               | 0                | 0                | 0                | 0                | 0                | 0                | 0                | 0                |
| 2002             | 広島             | 21               | J1               | 1                | 0                | 0                | 0                | 4                | 0                | 5                | 0                |
| 2003             | 広島             | 21               | J2               | 1                | 0                | -                | -                | 0                | 0                | 1                | 0                |
| 2004             | 広島             | 21               | J1               | 0                | 0                | 1                | 0                | 0                | 0                | 1                | 0                |
| 2005             | 札幌             | 1                | J2               | 33               | 0                | -                | -                | 0                | 0                | 33               | 0                |
| 2006             | 札幌             | 1                | J2               | 38               | 0                | -                | -                | 1                | 0                | 39               | 0                |
| 2007             | 札幌             | 1                | J2               | 0                | 0                | -                | -                | -                | -                | 0                | 0                |
| 2007             | 仙台             | 16               | J2               | 19               | 0                | -                | -                | 0                | 0                | 19               | 0                |
| 2008             | 仙台             | 16               | J2               | 41               | 0                | -                | -                | 1                | 0                | 42               | 0                |
| 2009             | 仙台             | 16               | J2               | 51               | 0                | -                | -                | 4                | 0                | 55               | 0                |
| 2010             | 仙台             | 16               | J1               | 34               | 0                | 6                | 0                | 0                | 0                | 40               | 0                |
| 2011             | 仙台             | 16               | J1               | 34               | 0                | 4                | 0                | 2                | 0                | 40               | 0                |
| 2012             | 仙台             | 16               | J1               | 34               | 0                | 7                | 0                | 1                | 0                | 42               | 0                |
| 2013             | 仙台             | 16               | J1               | 34               | 0                | 1                | 0                | 3                | 0                | 38               | 0                |
| 2014             | 広島             | 1                | J1               | 31               | 0                | 5                | 0                | 2                | 0                | 38               | 0                |
| 2015             | 広島             | 1                | J1               | 34               | 0                | 2                | 0                | 3                | 0                | 39               | 0                |
| 2016             | 広島             | 1                | J1               | 34               | 0                | 2                | 0                | 2                | 0                | 38               | 0                |
| 2017             | 広島             | 1                | J1               | 19               | 0                | 0                | 0                | 1                | 0                | 20               | 0                |
| 2018             | 広島             | 1                | J1               | 34               | 0                | 1                | 0                | 3                | 0                | 38               | 0                |
| 2019             | 広島             | 1                | J1               | 4                | 0                | 2                | 0                | 1                | 0                | 7                | 0                |
| 2020             | 広島             | 1                | J1               | 19               | 0                | 1                | 0                | -                | -                | 20               | 0                |
| 2021             | 広島             | 1                | J1               | 11               | 0                | 6                | 0                | 0                | 0                | 17               | 0                |
| 2022             | 広島             | 1                | J1               | 5                | 0                | 2                | 0                | 0                | 0                | 7                | 0                |
| 2023             | 広島             | 1                | J1               | 1                | 0                | 0                | 0                | 0                | 0                | 1                | 0                |
| 通算             | 日本             | 日本             | J1               | 329              | 0                | 40               | 0                | 22               | 0                | 390              | 0                |
| 通算             | 日本             | 日本             | J2               | 183              | 0                | -                | -                | 6                | 0                | 189              | 0                |
| 総通算           | 総通算           | 総通算           | 総通算           | 512              | 0                | 40               | 0                | 28               | 0                | 577              | 0                |

- 2000年 特別指定選手としての公式戦出場は無し

その他の公式戦
- 2008年
  - J1・J2入れ替え戦 2試合0得点
- 2014年
  - XEROX SUPER CUP 1試合0得点
- 2015年
  - Jリーグチャンピオンシップ 2試合0得点
- 2016年
  - XEROX SUPER CUP 1試合0得点

| 国際大会個人成績 | 国際大会個人成績 | 国際大会個人成績 | 国際大会個人成績 | 国際大会個人成績 | FIFA      | FIFA      |
| 年度             | クラブ           | 背番号           | 出場             | 得点             | 出場      | 得点      |
| AFC              | AFC              | AFC              | ACL              | ACL              | クラブW杯 | クラブW杯 |
| ---------------- | ---------------- | ---------------- | ---------------- | ---------------- | --------- | --------- |
| 2013             | 仙台             | 16               | 6                | 0                | -         | -         |
| 2014             | 広島             | 1                | 8                | 0                | -         | -         |
| 2015             | 広島             | 1                | -                | -                | 4         | 0         |
| 2016             | 広島             | 1                | 5                | 0                | -         | -         |
| 2019             | 広島             | 1                | 2                | 0                | -         | -         |
| 通算             | AFC              | AFC              | 21               | 0                | 4         | 0         |

- プロ初出場　2002年11月30日 J1･2nd第15節 対コンサドーレ札幌 (札幌ドーム)
  - 76分下田崇の負傷退場により途中出場、3失点
- プロ初先発･初勝利･初完封　2002年12月15日 天皇杯3回戦 対アルビレックス新潟 (広島スタジアム)
  - 先発フル出場
- リーグ戦初完封　2005年5月14日 J2第12節 対水戸ホーリーホック (札幌厚別公園競技場)
  - 先発フル出場

## 代表・選抜歴
- 2001年 U-20日本代表
- 2002年 U-21日本代表
- 2003年 U-22日本代表
- 2004年 U-23日本代表 アテネオリンピックアジア予選、アテネオリンピックバックアップメンバー
- 2004年10月10日 日本選抜 (1964年東京オリンピック40年記念イベント)
- 2012年 日本代表
  - 東アジアカップ2013 (2013年)

## 指導歴
- 2024年 -  サンフレッチェ広島 GKコーチ

## タイトル

### チーム
ベガルタ仙台
- J2リーグ：1回（2009年）

サンフレッチェ広島
- J1リーグ：1回（2015年）
- FUJI XEROX SUPER CUP：2回（2014年、2016年）

### 個人
- Jリーグアウォーズ
  - 優秀選手賞：2回（2011年、2012年）
- J1リーグ月間MVP：1回（2018年3月）